# Cubo de Bureba
Cubo de Bureba es un municipio y localidad española de la provincia de Burgos, en la comunidad autónoma de Castilla y León. Cuenta con una población de 102 habitantes (INE 2024).

## Geografía

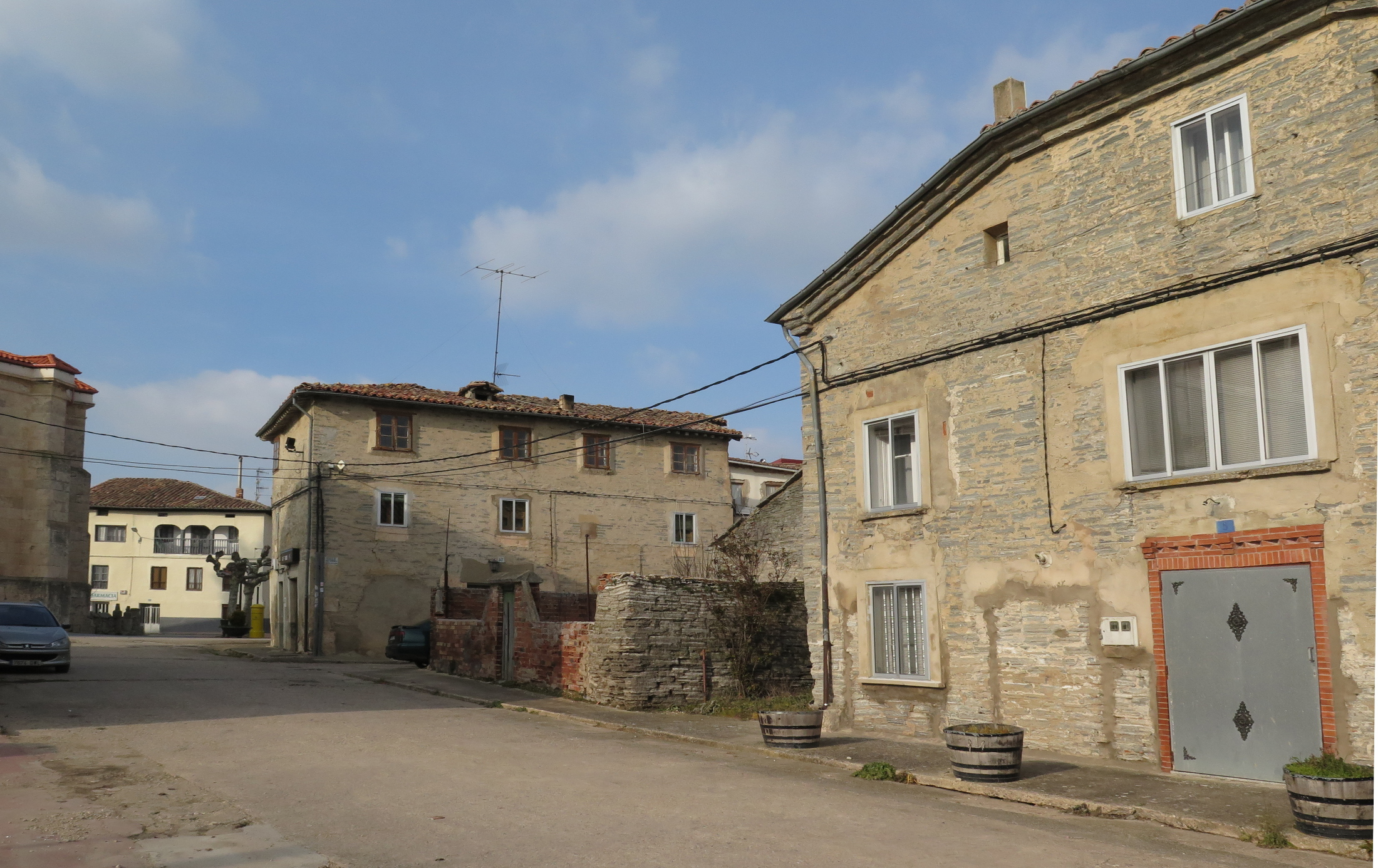
Vista de la calle de San Millán

Pertenece a la comarca de La Bureba, situándose a 55 kilómetros de la capital burgalesa. El término municipal está atravesado por la carretera N-1, entre los pK 293 y 295, la cual se cruza con la N-232 que se dirige hacia Oña y Santander. 
El relieve del municipio es predominantemente llano, y está atravesado por los arroyos de San Millán y de la Planta. El primero de ellos se une con el arroyo Grillera en la zona sur de la población, que unos metros más adelante recibe al arroyo de la Planta, formando ambos el río Oroncillo, afluente del Ebro. La altitud del territorio oscila entre los 760 y los 665, estando el núcleo urbano a 686 metros sobre el nivel del mar. 
| Noroeste: Busto de Bureba | Norte: Miraveche | Noreste: Miraveche y Santa María Ribarredonda |
| Oeste: Fuentebureba       |                  | Este: Santa María Ribarredonda                |
| Suroeste: Fuentebureba    | Sur: Zuñeda      | Sureste: Santa María Ribarredonda             |

## Historia
Villa, antiguamente denominada Vindeleya que pasó a llamarse posteriormente Cubo de Bureba, jurisdicción de realengo con regidor pedáneo.
A la caída del Antiguo Régimen queda constituida como ayuntamiento constitucional del mismo nombre en el partido Briviesca, región de Castilla la Vieja, contaba entonces con 446 habitantes.
Descripción en el Diccionario Madoz
Así se describe a Cubo de Bureba en el tomo VII del Diccionario geográfico-estadístico-histórico de España y sus posesiones de Ultramar, obra impulsada por Pascual Madoz a mediados del siglo XIX:

CUBO: villa con ayuntamiento en la provincia, diócesis, audiencia territorial y capitanía general de Burgos (10 leguas), partido judicial de Briviesca (3). Situada en un llano bien ventilado, entre dos riachuelos que bajan de Miraveche y a la izquierda del río llamado Ruz Zuñeda, gozando de clima sano bajo un cielo despejado y apacible. Tiene 120 casas con la consistorial de un solo piso y algunas de ellas con regular y cómoda distribución, tanto en la parte interior como exterior; 1 plaza llana y de figura irregular, debiéndose este defecto a la poca uniformidad que guardan los edificios, pues están caprichosamente construidos, hallándose unos más entrados que otros con lo que resultan imperfecciones muy reparables; 1 calle principal que atraviesa la población aunque no en línea recta; las demás son callejuelas estrechas; 1 escuela de niños a la que asisten 50 discípulos; 1 iglesia parroquial (San Millán) servida por 3 beneficiados, 1 medio racionero y 1 sacristán; 1 cementerio en los afueras de la villa; dentro de esta 1 fuente poco abundante de un solo caño, cuya agua es desagradable por la porción de yeso que contiene; 2 pozos y otros tantos arroyos 1 a cada extremo de la población; de todas estas aguas así como de aquella, se surten los habitantes para sus usos domésticos y para el ganado. Confina el término N con Miraveche; E Santa María Rivarredonda y términos de Zuñeda; S con este y O Cascajares. El terreno es llano y fértil, componiéndose de miga y en ciertos puntos de cascajo; los expresados dos riachuelos llamados el uno San Miguel y el otro San Román o Rodadero, nacen en los términos de Miraveche y atraviesan el de la villa que se describe, a cuyo final se confunden con el dicho Ruz Zuñeda; tienen 4 puentes de piedra y de un solo arco por los cuales pasan los caminos reales. Caminos: además de los locales que son carreteros, hay el real que conduce a Francia y cruza por medio de la población, y el que dirige desde la Rioja a las montañas de Oña y Santander, el cual se une con aquel a distancia de 100 pasos de dicha población. Correos: hay estafeta donde llegan aquellos los domingos, miércoles y viernes, y de la cual toman la correspondencia seis u ocho pueblos inmediatos; tiene también casa de postas, y las diligencias mudan en esta villa seis tiros. Producciones: trigo, cebada, centeno, habas, titos y lentejas; sostiene ganado lanar, caballar y yeguar de vientre; hay caza de perdices, codornices y liebres. Industria: los naturales se dedican únicamente a la agricultura, y recría caballar, que es de poca consideración. Población: 164 vecinos, 614 almas. Capital productivo: 1.585.100 reales. Imponible: 14.651. Contribución: 14.676 reales 25 maravedíes.
Diccionario geográfico-estadístico-histórico de España y sus posesiones de Ultramar

## Demografía
Cubo de Bureba cuenta con una población de 102 habitantes (INE 2024).
| Gráfica de evolución demográfica de Cubo de Bureba entre 1842 y 2021 |
| |
| Población de derecho según los censos de población del INE. Población de hecho según los censos de población del INE.En estos censos se denominaba Cubo: 1842, 1857 y 1860. |

## Patrimonio

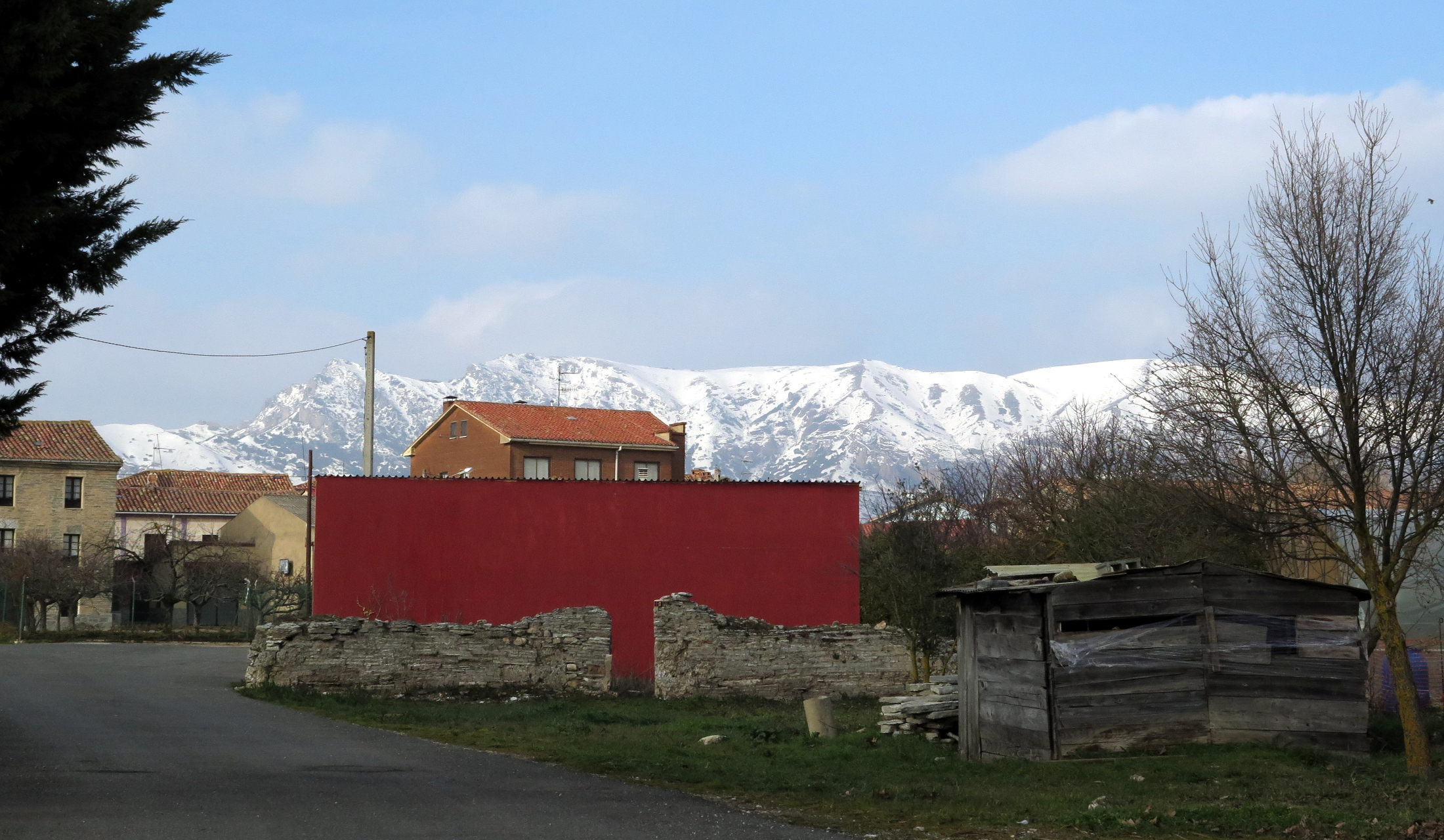
Vista de una calle de la zona sur del pueblo con los montes Obarenes nevados al fondo

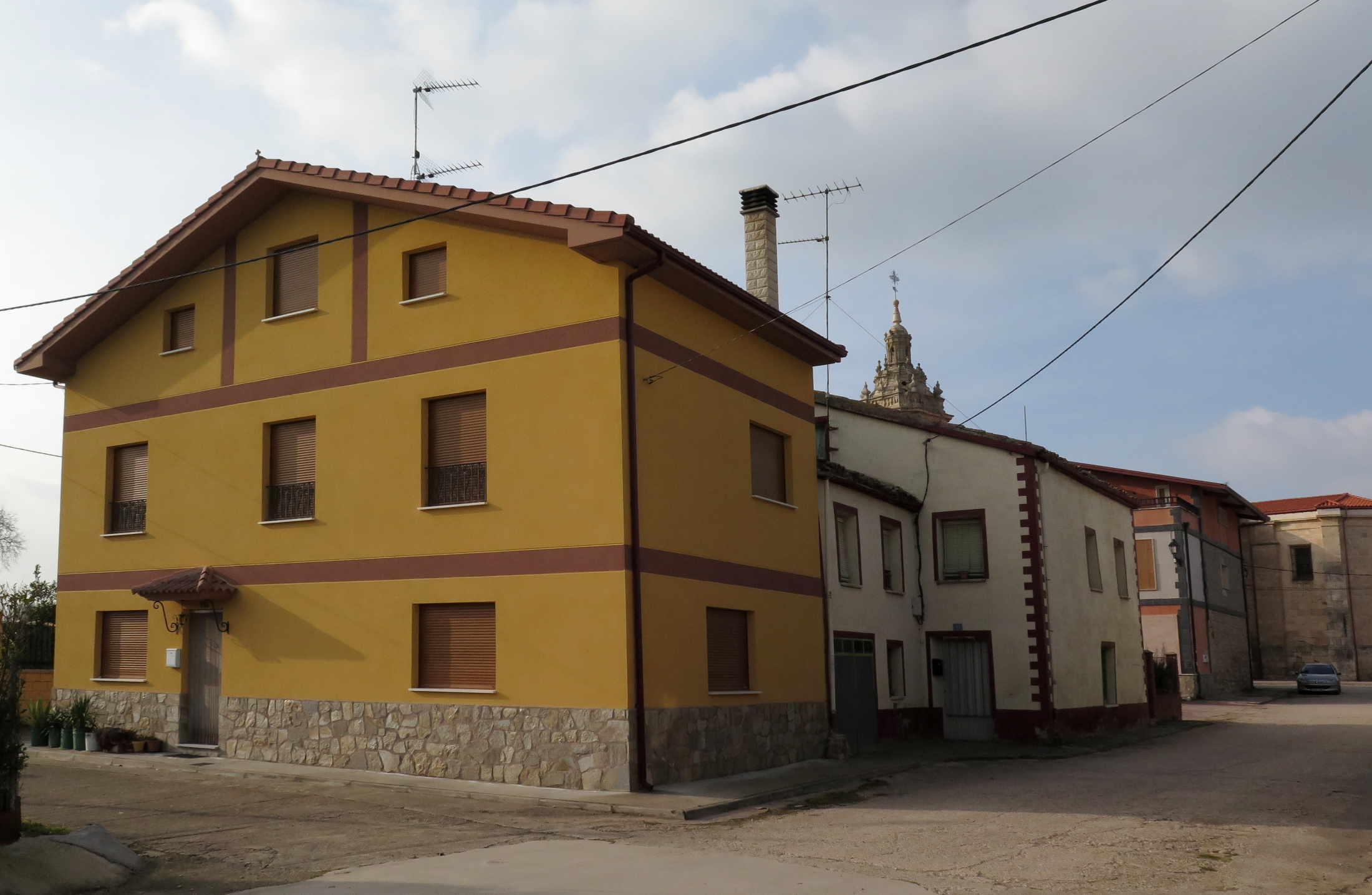
Vista de la calle de San Millán

### Iglesia parroquial
Iglesia católica de San Millán Abad, dependiente de la parroquia de Busto de Bureba en el Arcipestrazgo de Oca-Tirón, diócesis de Burgos 
. Iglesia de estilo barroco, con una esbelta torre recientemente restaurada. Dos de sus mayores virtudes se encuentran en el interior: la fantástica sillería de madera maciza y un antiguo órgano que desgraciadamente no se encuentra en buen estado.